# あんぺあ
あんぺあは、日本のお笑いコンビである。サンミュージックプロダクション所属。

## メンバー
- 安倍 洋平（あべ ようへい、1985年12月19日（39歳） - ）
埼玉県さいたま市出身。身長180cm、体重60kg、血液型A型。
私立城北埼玉高等学校卒業。
好きなチームは、プロ野球では東京ヤクルトスワローズ、Jリーグでは鹿島アントラーズ、大宮アルディージャ。
『ようへい』の名前でピン芸人として活動していたこともあった。
「鳥居みゆきの弟子」と公言している。
- 青木 竜也（あおき たつや、1985年7月6日（39歳） - ）
埼玉県さいたま市出身。身長180cm、体重58kg、血液型B型。
埼玉県立浦和北高等学校卒業。
特技は絵画、漫画を描くこと、ギター。
舞台で披露する機会は少ないが、一発ギャグのレパートリーを持っている。（ネガティブギャグなど）
引退後もイベントの司会などをしていることがある。
- なお、二人ともゆずのファンであることは共通している。

## 来歴・芸風
2004年、専門学校東京アナウンス学院芸能バラエティ科に一緒に入学した2人により結成。旧コンビ名は『トーマーラン』、片仮名書きの『アンペア』。なお、あんぺあのアルファベット表記は「ampere」を使っている（しかしなぜか事務所公式プロフィールのURLでの綴りは『unpair』になっている）。
一度の解散を経て2006年にコンビを再結成。
安倍がツッコミ、青木がボケの時は、「ウザくて嘘つき」を自称する安倍と、淡々としたボケの多い青木のそれぞれの芸をもって演じている。また、青木が安倍にむちゃぶりをしていくネタもある。ネタの中で、自分たちのことを「ボケと頑張りのコンビ」と言うことがある。その後お互いのポジションを替えて、安倍が長めのものを含むボケネタを演じるところを青木が止めようとするというパターンのネタも演じている。
2009年6月22日から、BURNと2組でのトークライブ『AとB』を定期的に行っている。また、そのBURNと朝倉小松崎、ピーナッツパン、S×L、ぐりんぴーすとの6組合同のライブ『シックススキップ』を2009年8月26日（第1回）から行っている。
2012年5月10日、解散を発表。青木は芸能界を引退。安倍は、かつて同じ事務所所属だった元フィフティーカーニバルの安川亮介と『ドラピンポン』を結成するが。2015年に解散。

## 出演

### テレビ
- シンボルず（テレビ東京）
- カンニングのDAI安吉日!（BSフジ）
- ワッチミー!TV（BSフジ）
- 大爆笑!!サンミュージックGETライブ（スカパー!278ch日テレプラス）
- BSブランチ（BS-TBS） - 2006年9月8日
- ビバビバパラダイス（岩手めんこいテレビ他4局）
- 爆笑オンエアバトル（NHK総合）戦績0勝1敗 最高189KB
- オンバト+（NHK総合）戦績0勝1敗 最高257KB
- 天国の樹（フジテレビ、BSフジ ソウル放送制作） - 安倍のみ
- チャンネル北野（フジテレビTWO） - 青木のみ
- 7万人探偵ニトベ（BS朝日）- episode 3「ダンディ坂野殺人事件」（2009年5月8日）

### ラジオ
- GO!モバRadio!!（エフエム長崎）- 2010年5月

### ビデオ・DVD
- 情報倫理デジタルビデオ小品集III（メディア教育開発センター）[1]。合計30クリップの約半数以上に青木が出演している。また、安倍も、あるクリップ中に使われるダウンロードされたドラマの男役で、一瞬、登場している。